# Home Nations Championship femminile 1998
L'Home International Championship 1998 fu la terza edizione del torneo rugbistico femminile tra le quattro Home Nation delle Isole Britanniche, e ultima a chiamarsi con tale nome; dall'edizione successiva, con l'ingresso della Francia, divenne Cinque Nazioni.
Il torneo fu vinto dalla Scozia, anch'essa con il Triple Crown come l'Inghilterra nelle due edizioni precedenti.

## Risultati
| Dublino 8 gennaio 1998               | Irlanda | 0 – 15 referto                    | Scozia | Donnybrook |
| mt 5’ Fairbairn 20’ Kennedy 70’ Cave |         |                                   |        |            |
|                                      |         |                                   |        |            |
|                                      | mt      | 5’ Fairbairn 20’ Kennedy 70’ Cave |        |            |

| Blundellsands 15 febbraio 1998                                                                                        | Inghilterra | 29 – 12 referto     | Galles | St. Anthony's Road |
| Clayton 10’ Molyneux 13’ Crawford 24’ Day 79’ Atikson-Kennedy 80’ mt 2’ Thomas 48’ Green Frost 10’, 24’ tr 48’ Comley |             |                     |        |                    |
| |             |                     |        |                    |
| Clayton 10’ Molyneux 13’ Crawford 24’ Day 79’ Atikson-Kennedy 80’                                                     | mt          | 2’ Thomas 48’ Green |        |                    |
| Frost 10’, 24’ | tr          | 48’ Comley          |        |                    |

| Swansea 1º marzo 1998                                            | Galles | 12 – 22 referto                  | Scozia | St. Helen's |
| Evans (2) mt Kennedy Sheerin McHardy Paterson Comley tr Chalmers |        |                                  |        |             |
|                                                                  |        |                                  |        |             |
| Evans (2)                                                        | mt     | Kennedy Sheerin McHardy Paterson |        |             |
| Comley                                                           | tr     | Chalmers                         |        |             |

| Edimburgo 21 marzo 1998                                 | Scozia | 8 – 5 referto       | Inghilterra | Inverleith |
| Littlejohn 13’ mt 22’ Atikson-Kennedy Chalmers 70’ c.p. |        |                     |             |            |
|                                                         |        |                     |             |            |
| Littlejohn 13’                                          | mt     | 22’ Atikson-Kennedy |             |            |
| Chalmers 70’                                            | c.p.   |                     |             |            |

| Limerick 22 marzo 1998                                                                                            | Irlanda | 10 – 27 referto                                         | Galles | Old Crescent's |
| Byrne 15’ mt 15’ Williams 25’ Owens 35’ Evans 70’ Thomas 75’ Rickard Shrieves 15’ tr Shrieves 9’ c.p. 75’ Rickard |         |                                                         |        |                |
| |         |                                                         |        |                |
| Byrne 15’ | mt      | 15’ Williams 25’ Owens 35’ Evans 70’ Thomas 75’ Rickard |        |                |
| Shrieves 15’ | tr      |                                                         |        |                |
| Shrieves 9’ | c.p.    | 75’ Rickard                                             |        |                |

| Worcester 5 aprile 1998 | Inghilterra | 62 – 8 referto | Irlanda | Sixways Stadium |
| Collins 4’, 17’ Molyneux 15’, 34’, 40’ Yapp 46’ Clayton 49’ Appleby 60’ Knight 71’, 74’ mt 39’ Steed Burns 4’, 15’, 49’, 60’, 71’ Appleby 74’ tr c.p. 65’ Devaney |             |                |         |                 |
| |             |                |         |                 |
| Collins 4’, 17’ Molyneux 15’, 34’, 40’ Yapp 46’ Clayton 49’ Appleby 60’ Knight 71’, 74’                                                                           | mt          | 39’ Steed      |         |                 |
| Burns 4’, 15’, 49’, 60’, 71’ Appleby 74’ | tr          |                |         |                 |
| | c.p.        | 65’ Devaney    |         |                 |

## Classifica
| Pos | Squadra     | G | V | N | P | PF | PS  | DP  | Pt |
| --- | ----------- | - | - | - | - | -- | --- | --- | -- |
| 1   | Scozia      | 3 | 3 | 0 | 0 | 45 | 17  | +28 | 6  |
| 2   | Inghilterra | 3 | 2 | 0 | 1 | 96 | 28  | +68 | 4  |
| 3   | Galles      | 3 | 1 | 0 | 2 | 51 | 61  | −10 | 2  |
| 4   | Irlanda     | 3 | 0 | 0 | 3 | 18 | 104 | −86 | 0  |